# Улица Маршала Говорова (Санкт-Петербург)
Улица Маршала Го́ворова — улица в Кировском районе Санкт-Петербурга. Соединяет улицы Краснопутиловскую и Шкапина. Дата присвоения названия — 20 декабря 1955 года. За Краснопутиловской улицей переходит в улицу Зенитчиков.

## История
Названа в честь Маршала Советского Союза Леонида Александровича Говорова.
История переименований:
- от Краснопутиловской ул. до ул. Возрождения — 1-я Параллельная ул. (1941—20.12.1955 гг.), ул. Маршала Говорова (с 20.12.1955 г.);
- от ул. Возрождения до Химического пер. — ул. Маршала Говорова (с 12.11.1962 г.);
- от Химического пер. до ул. Швецова — Левая Тентелева ул. (1896—12.11.1962 гг.), ул. Маршала Говорова (с 12.11.1962 г.);
- от ул. Швецова до ул. Шкапина — ул. Маршала Говорова (с конца 1960-х гг.).

## Здания и сооружения

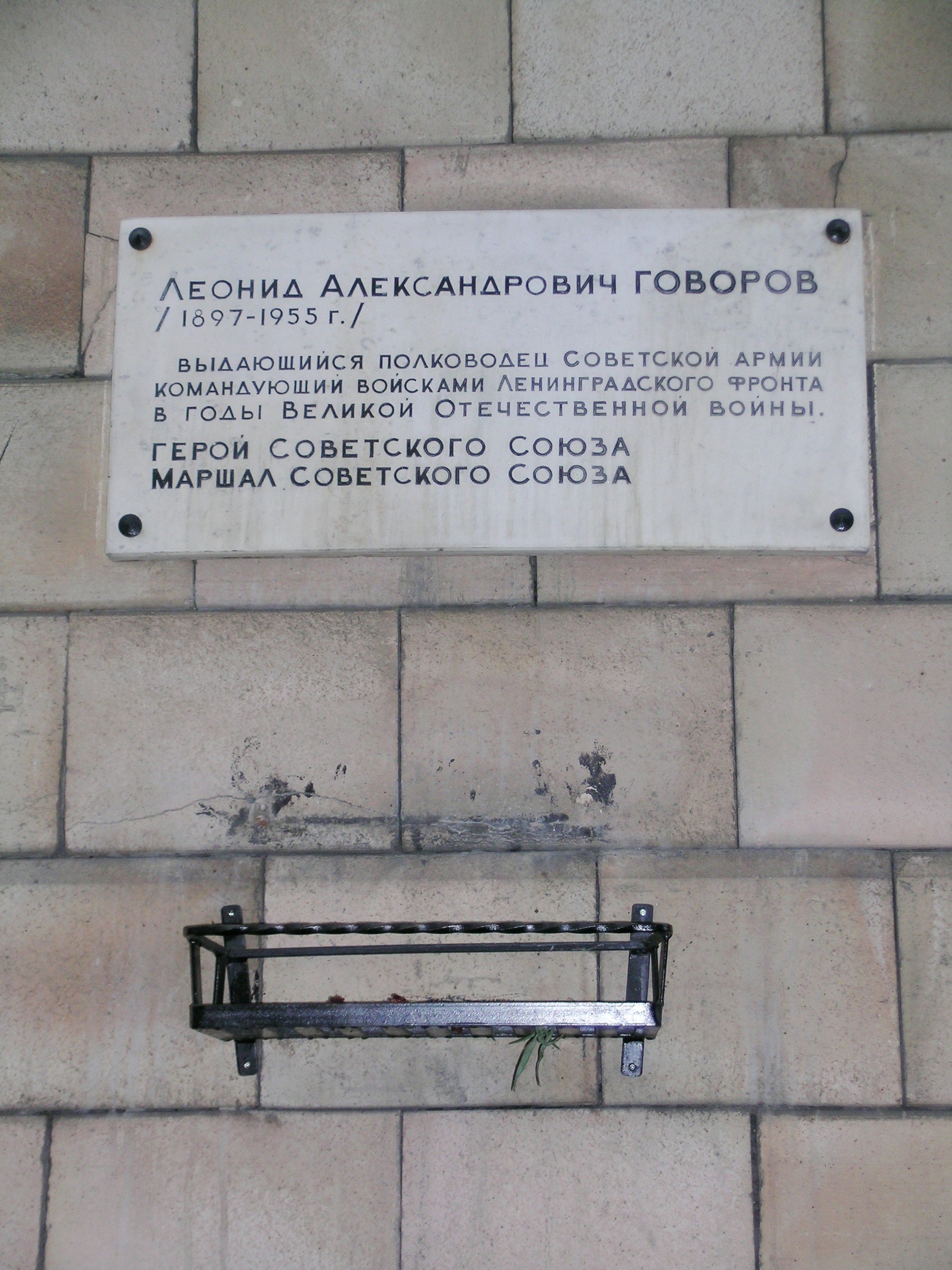
Леонид Александрович Говоров 1897—1955 гг. Выдающийся полководец Советской армии, командующий войсками Ленинградского фронта в годы Великой Отечественной войны

### Нечётная сторона
- Школа № 397 (Гимназия им. Старовойтовой Г. В., б. имени С. М. Кирова) улица Маршала Говорова, д. 9, на карте[2],
- Завод «Волна» улица Маршала Говорова, 29,
- Барельеф в честь погибших кировцев — жителей блокадного Ленинграда, ул. Маршала Говорова, д. 29,
- Памятник Ленину. В. Ульянов (Ленин). Надпись сзади неразборчиво (О. Суханов 65). улица Маршала Говорова, 29,
- Маршала Говорова ул., 33. Трампарк № 8. мемориальная доска [3] Ныне Горэлектротранс ГУП, служба пути.

«В память о мужестве и стойкости трамвайщиков Кировского района, отдавших свою  жизнь защищая Родину в Великой Отечественной войне 1941–1945» 1975 год, материал — мрамор.

### Чётная сторона
- Говорову Л. А., мемориальная доска, ул. Маршала Говорова, д. 2, В феврале 2022 белую мраморную доску демонтировали и установили новую чёрную.
- Городская наркологическая больница, наркологический реабилитационный центр № 2, ул. Маршала Говорова, д. 6/5.
- Тубдиспансер - Родильный дом - Детская поликлиника №21 Кировского р-на. Филиал, ул. Маршала Говорова, д. 4.
- Газа И. И., мемориальная доска, ул. Маршала Говорова, д. 18, (Профессиональный Лицей № 42)

«Иван Иванович Газа (1894–1933) — слесарь Путиловского завода, активный участник Октябрьской революции и Гражданской войны, комиссар легендарного путиловского бронепоезда № 6 им. В. И. Ленина, руководитель краснопутиловской партийной организации, секретарь Ленинградского горкома партии. Окончил наше училище в 1909 году» (по данным сайта Электронная энциклопедия Санкт-Петербурга ), 1968 год, архитектор Васильковский В. С., скульптор Семченко А. В., материал — мрамор. Утрачена при реконструкции здания.
- Алексееву В. П., мемориальная доска, ул. Маршала Говорова, д. 18, (Профессиональный Лицей № 42)

«Вася Алексеев (1896–1919). Воспитанник нашего училища, токарь пушечной мастерской Путиловского завода, член большевистской партии с 1912 года, участник Октябрьской революции и Гражданской войны, один из организаторов Ленинского комсомола», 1970 год, архитектор Васильковский В. С., скульптор Теплов Н. А., материал — мрамор. Утрачена при реконструкции здания.
- Пенсионный фонд Кировского района, Управление ПФ РФ . Бывшее здание детского сада. (Огородный переулок, 15).
- Сад 9-го Января. Расположен между пр. Стачек и ул. Маршала Говорова, основан 1 мая 1920 года, в день первого коммунистического субботника.

Руководил закладкой Р. Ф. Катцер. Парк был огорожен решёткой в 1924 году, перенесённой сюда от Зимнего дворца (1901 г., по проекту Р. Ф. Мельцера). 

В 1938 г. в саду был установлен бюст В. П. Алексеева. на карте

## Перспективы развития
- Открытие станции метро «Путиловская» в 2024 году, на пересечении улиц Маршала Говорова и Васи Алексеева[4].
- Реконструкция. Ул. Маршала Говорова от ул. Шкапина до Краснопутиловской ул., Комитет по благоустройству и дорожному хозяйству 01.01.2011—31.12.2012. Дорога кап. ремонт L=3660. (М. Говорова ул. — дорога, трампути).

Реконструкция была завершена с недоделками.

## Фотогалереи

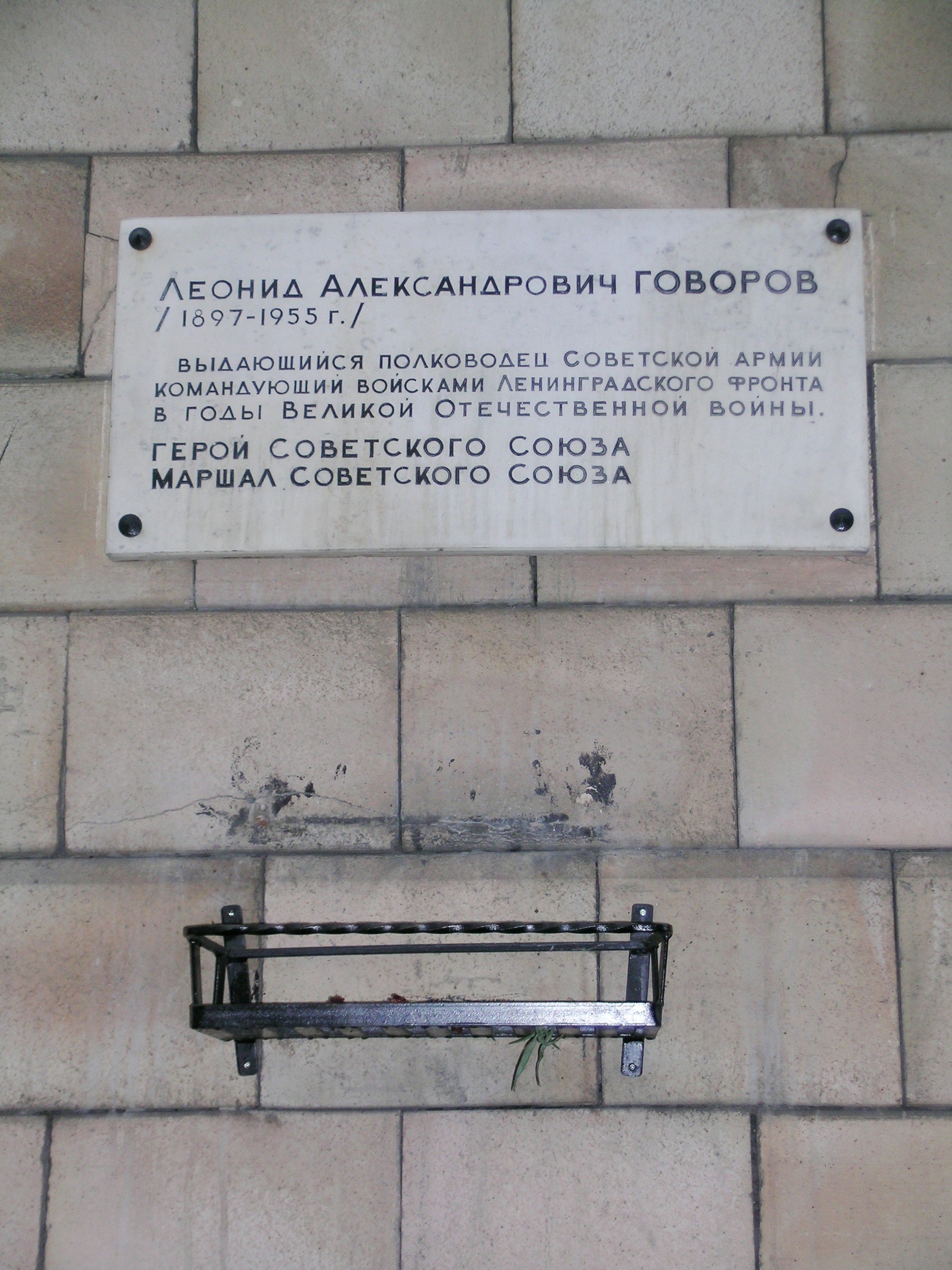
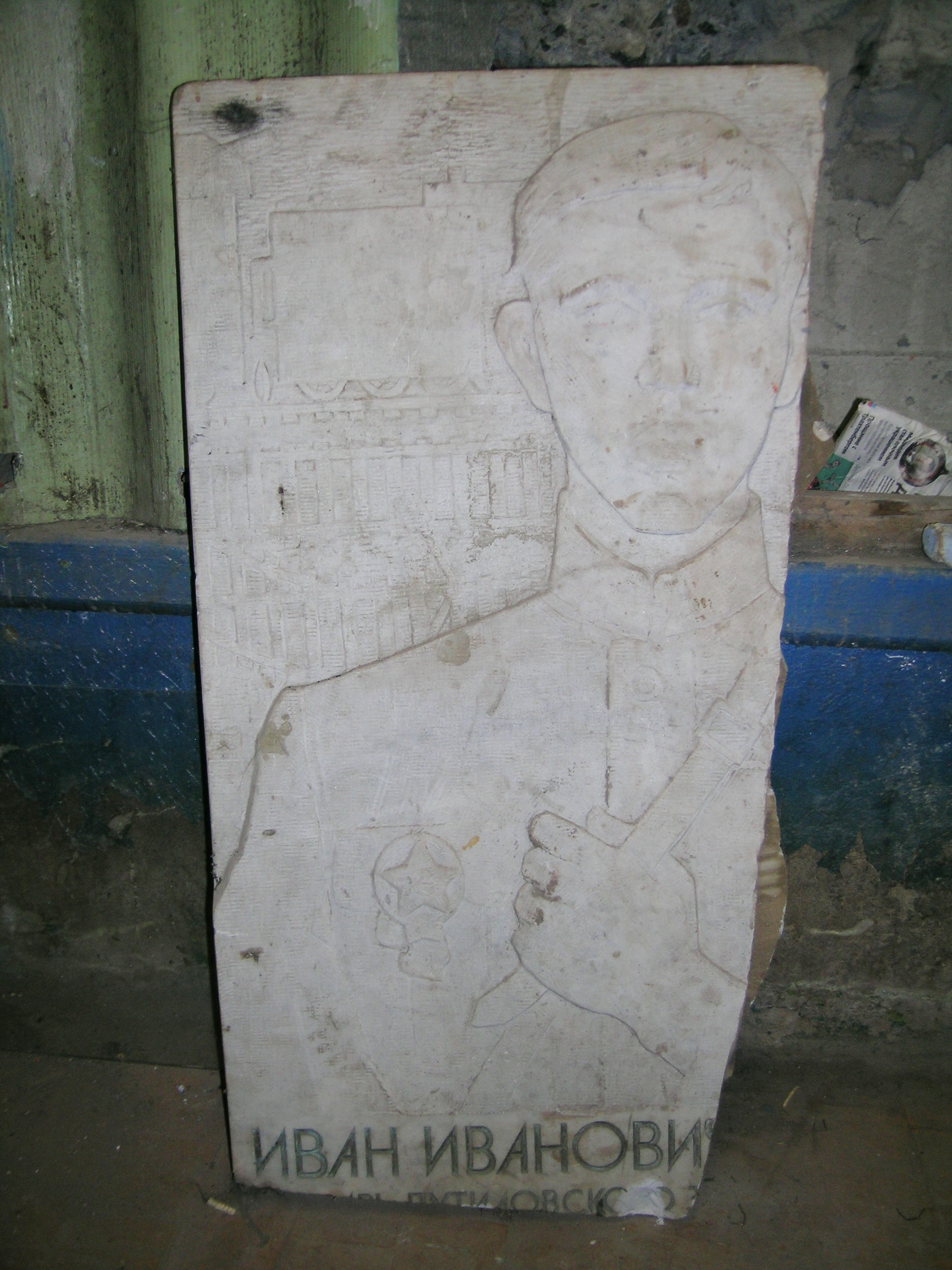
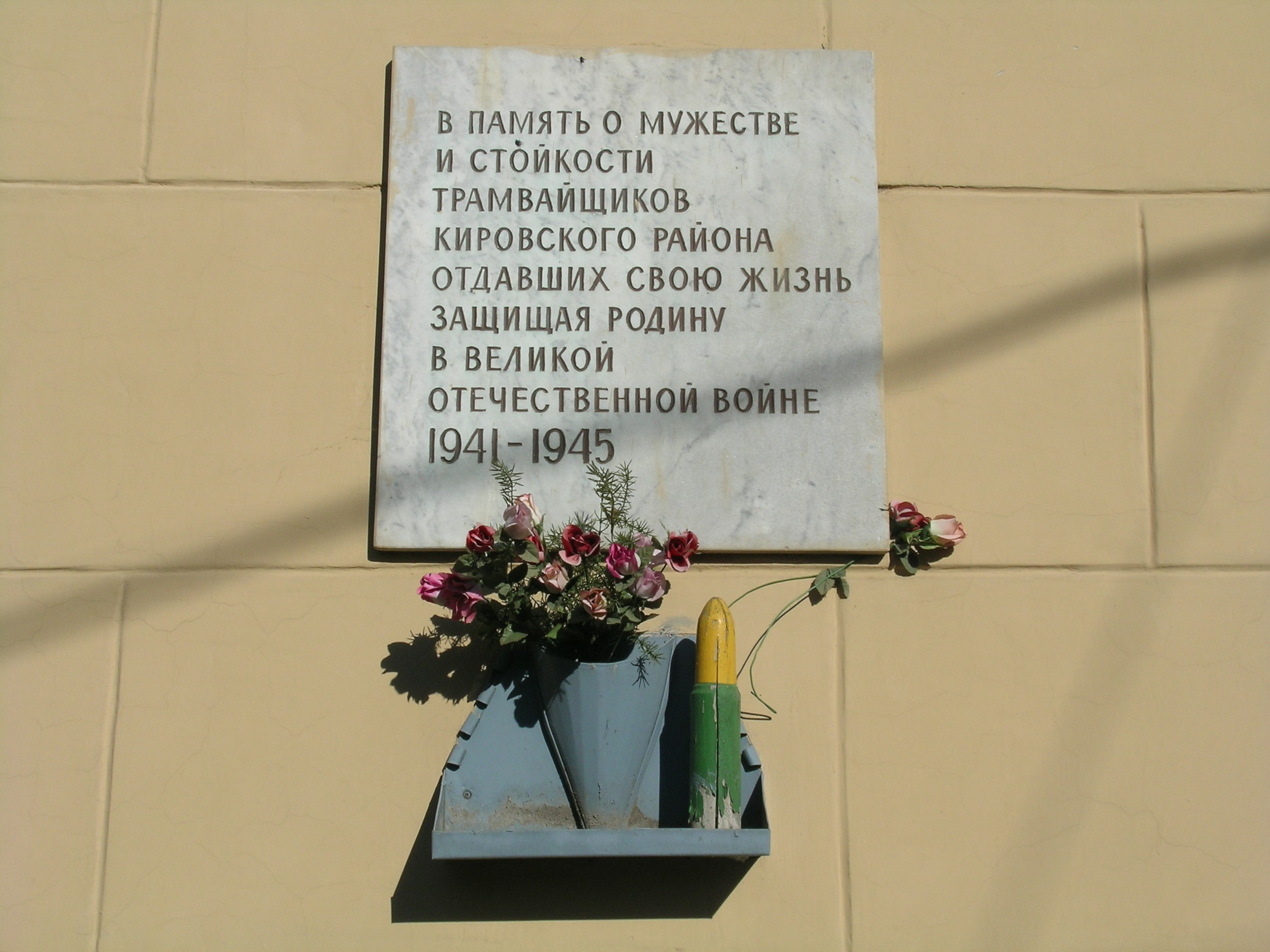

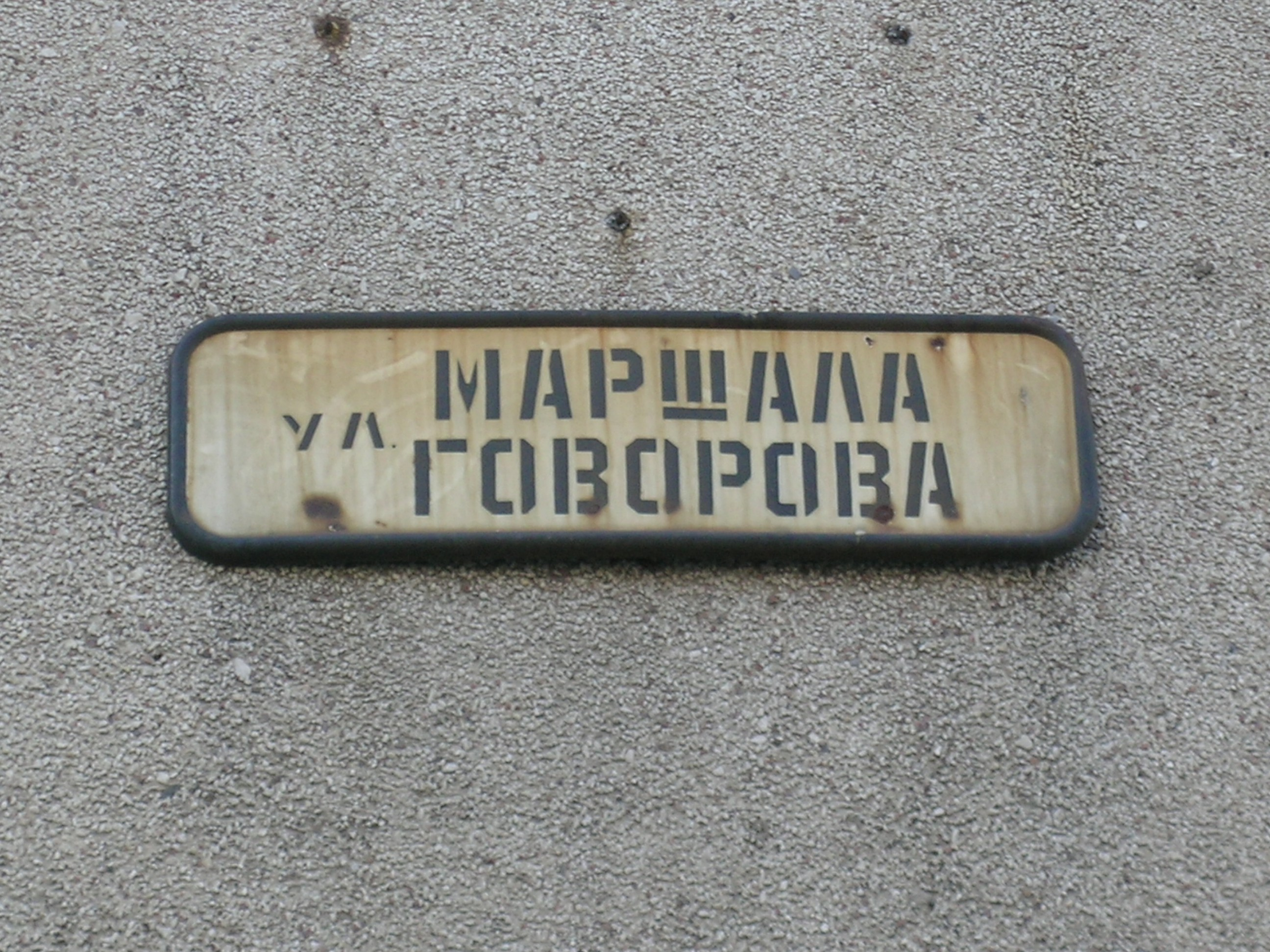
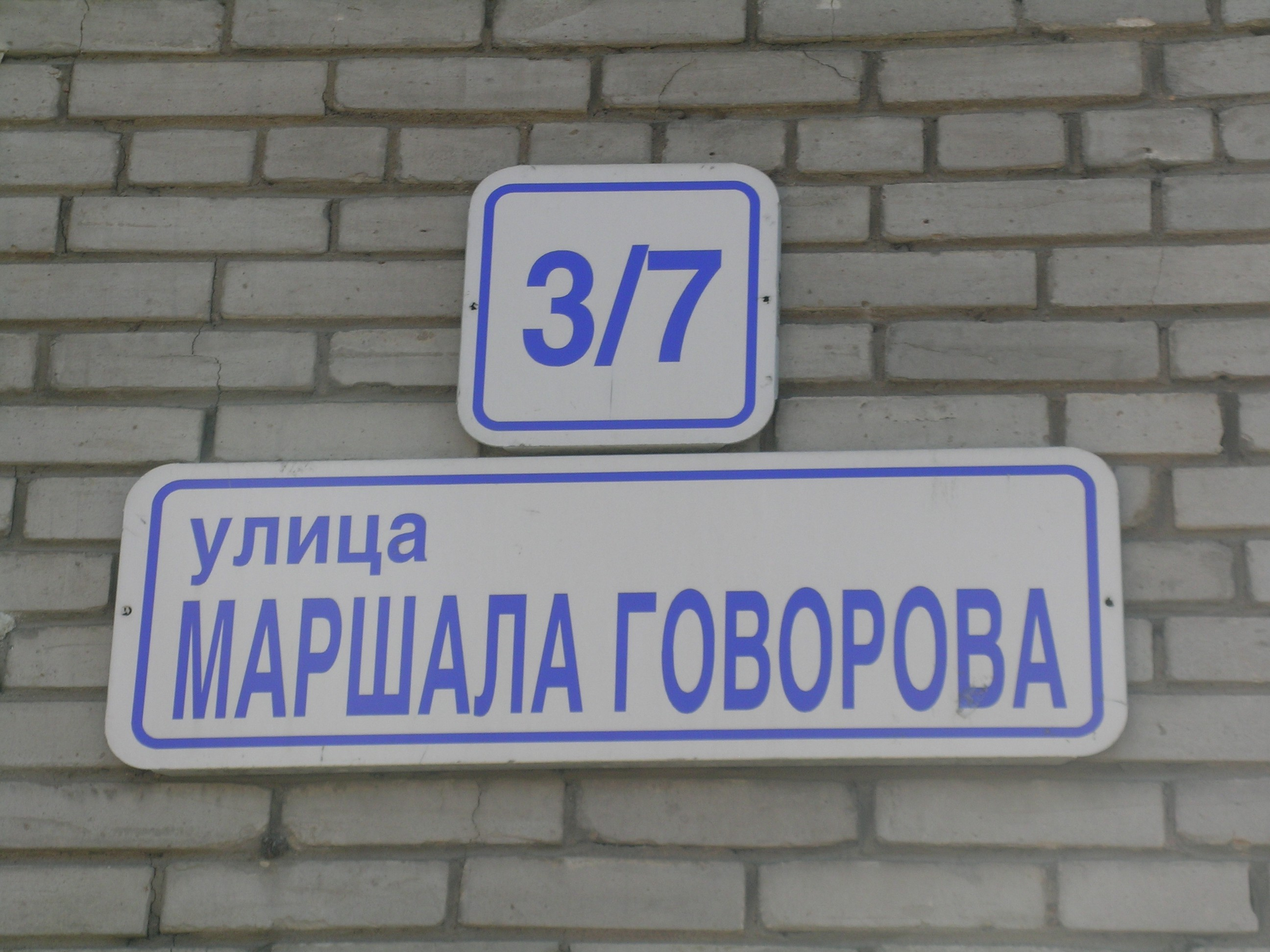

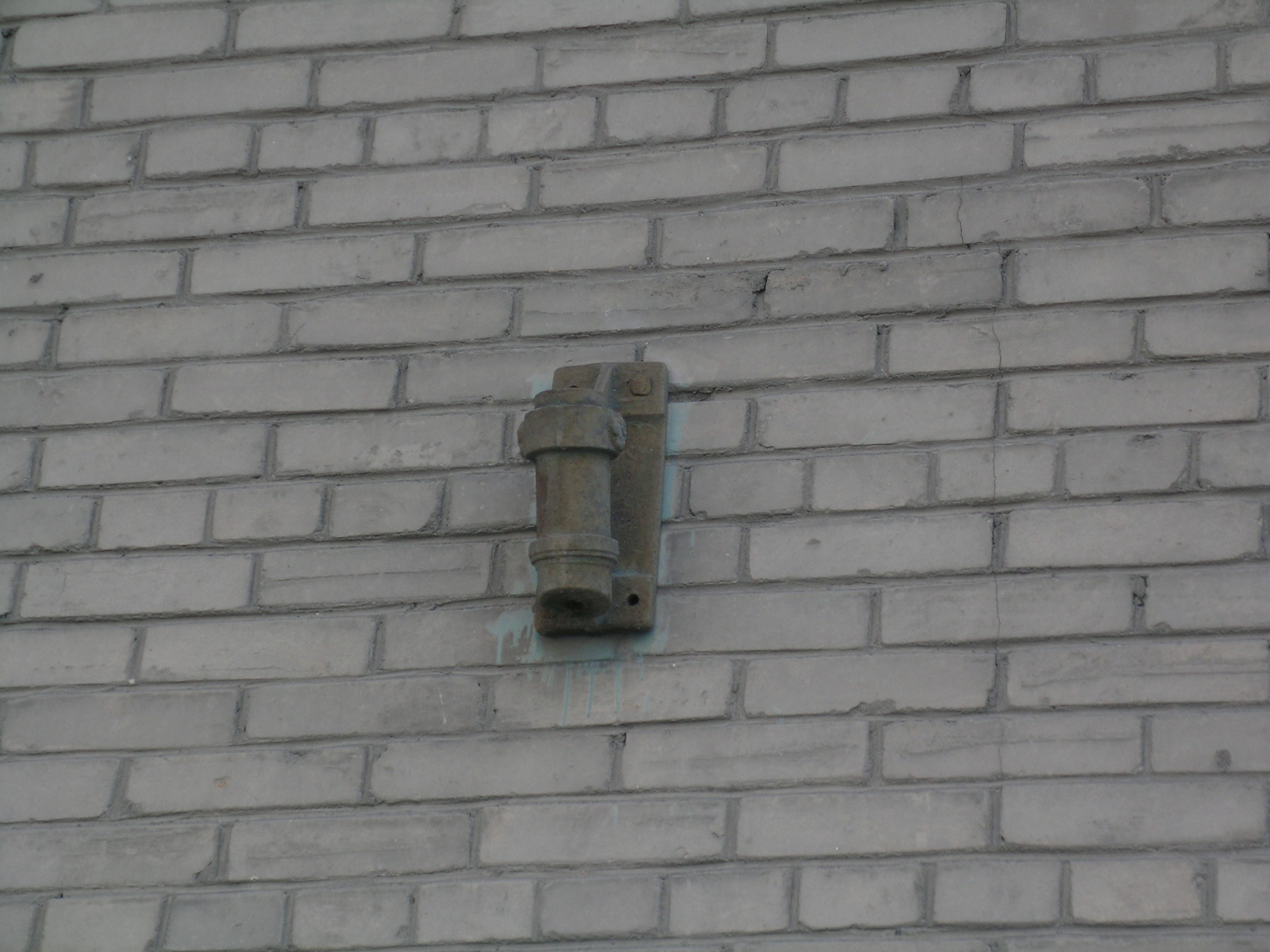
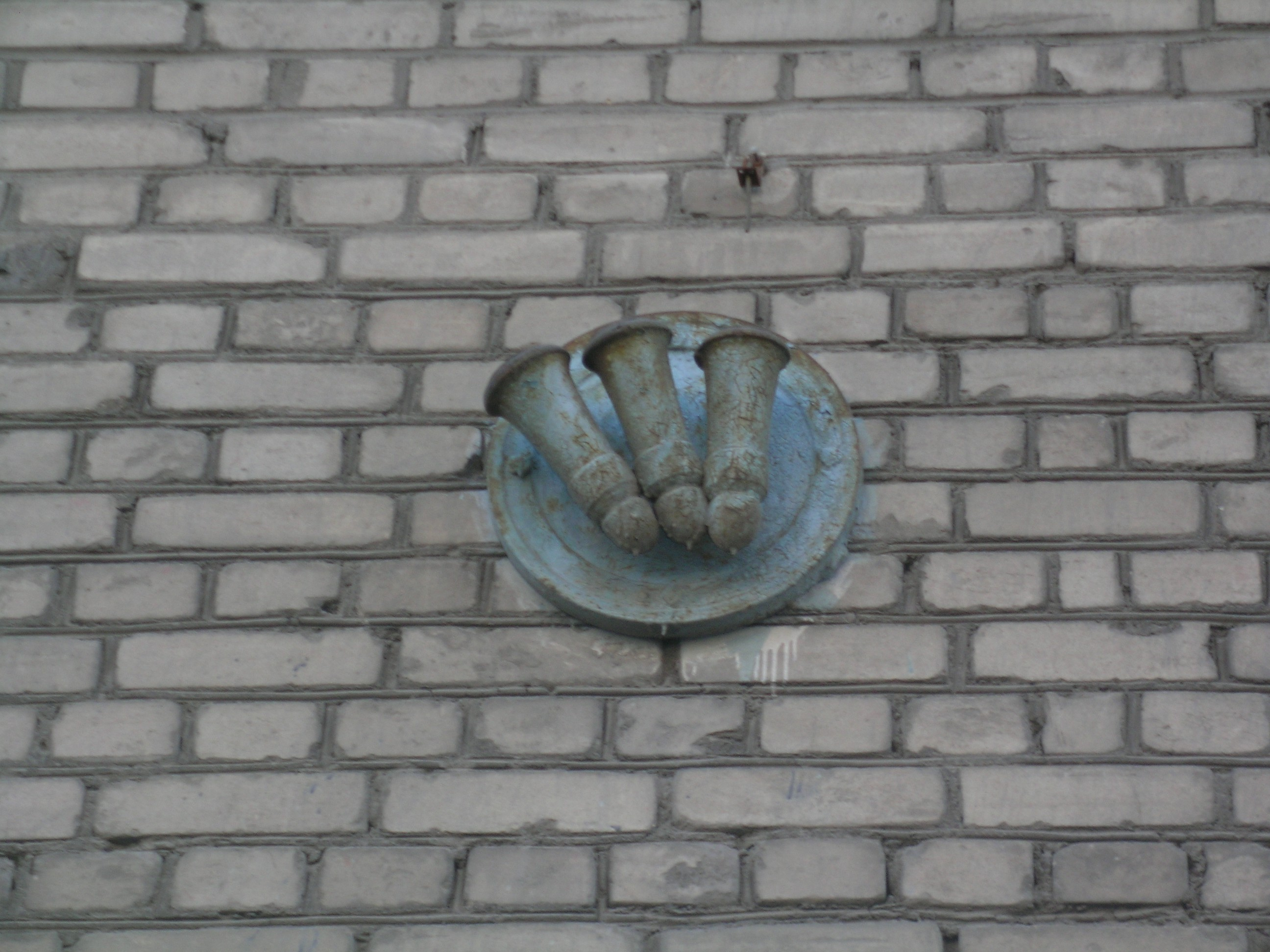
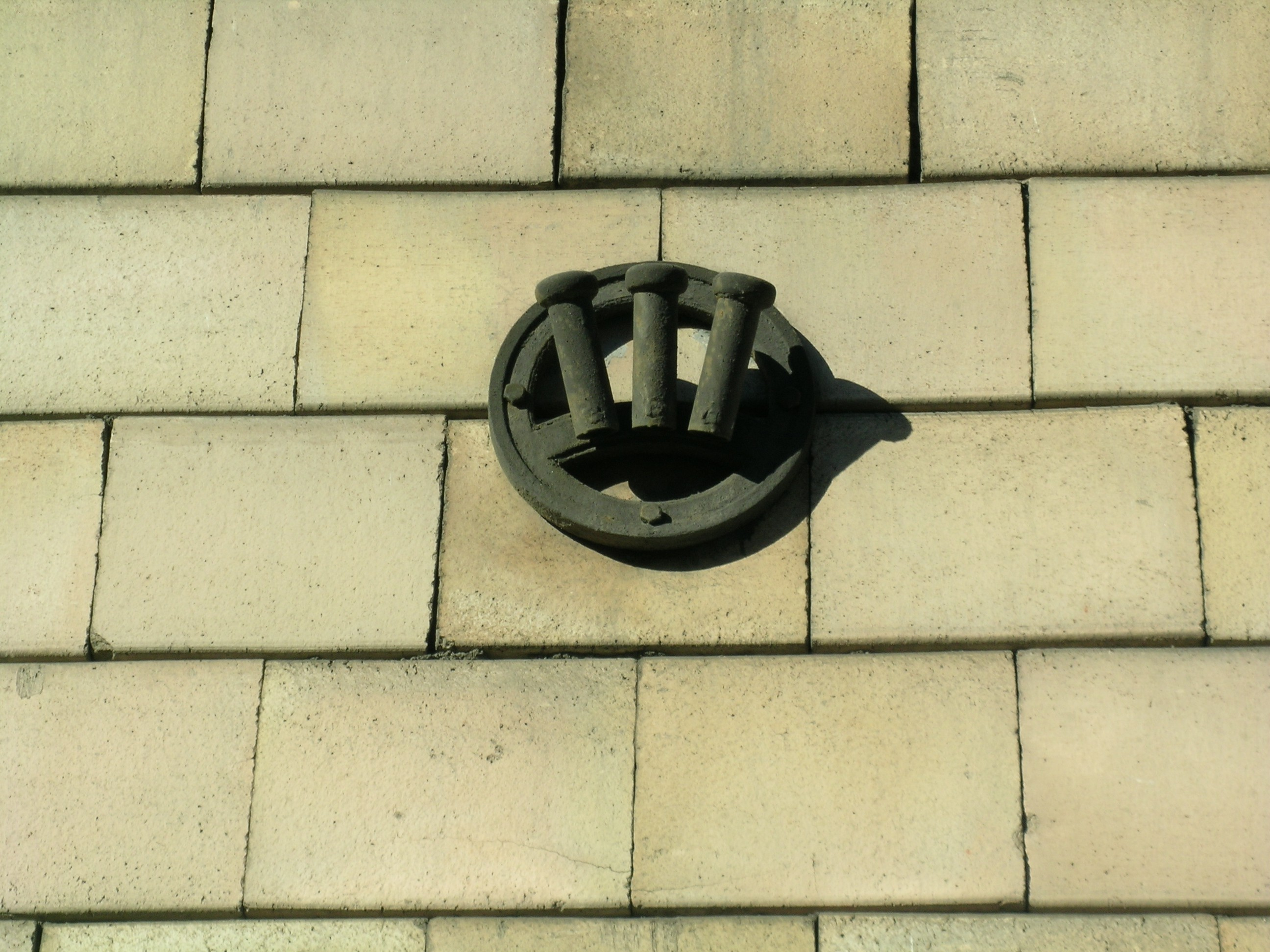

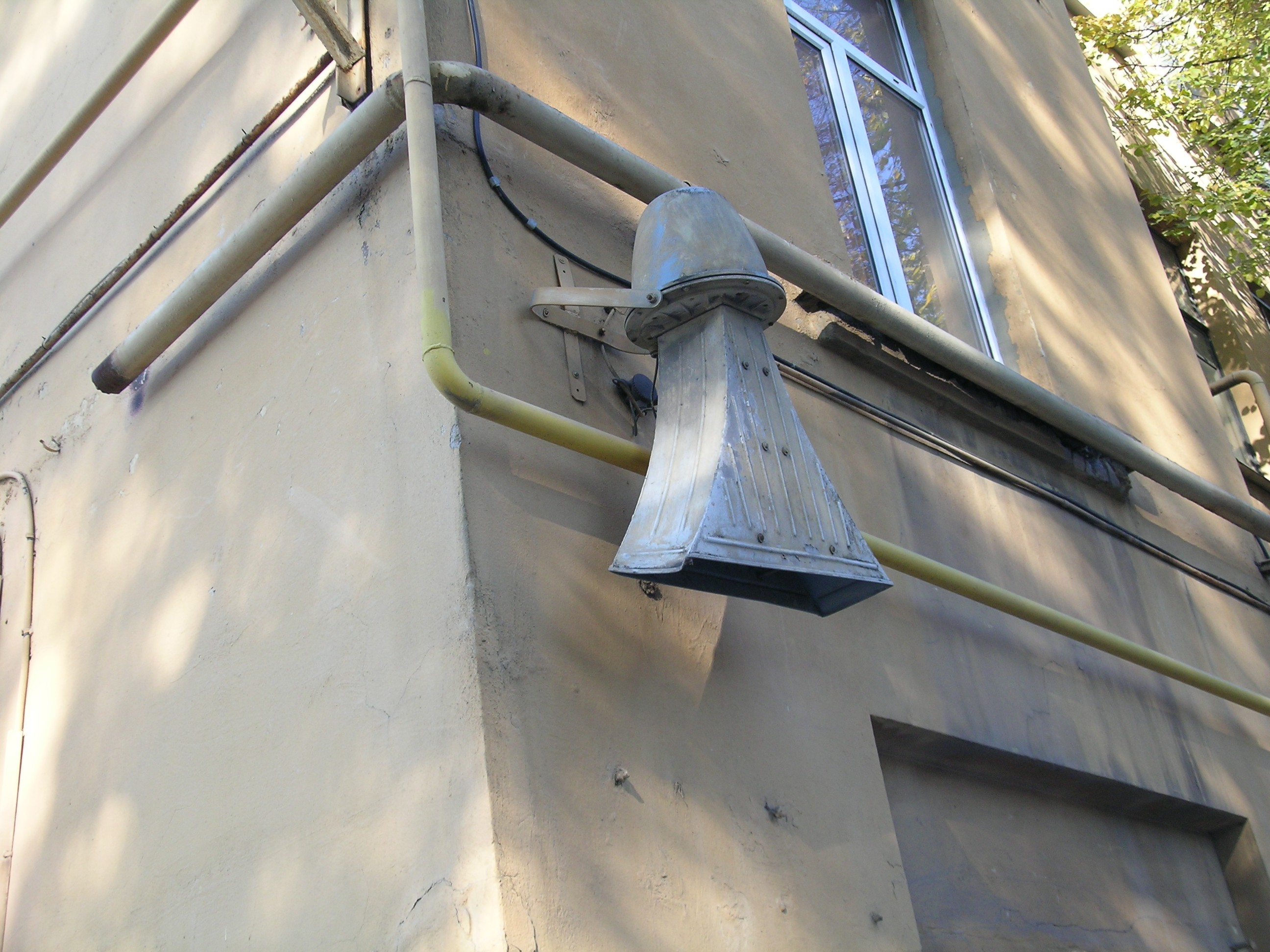
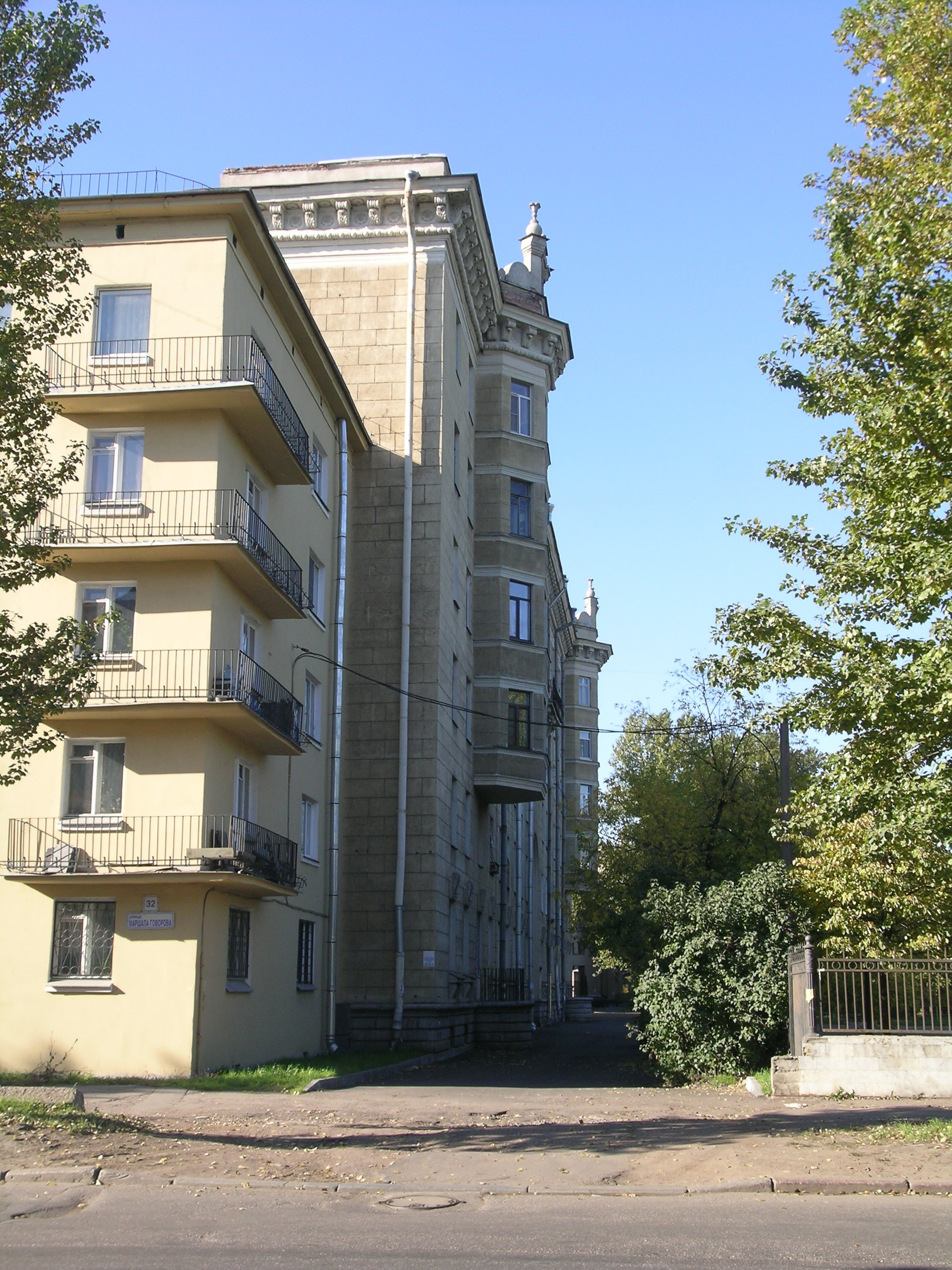
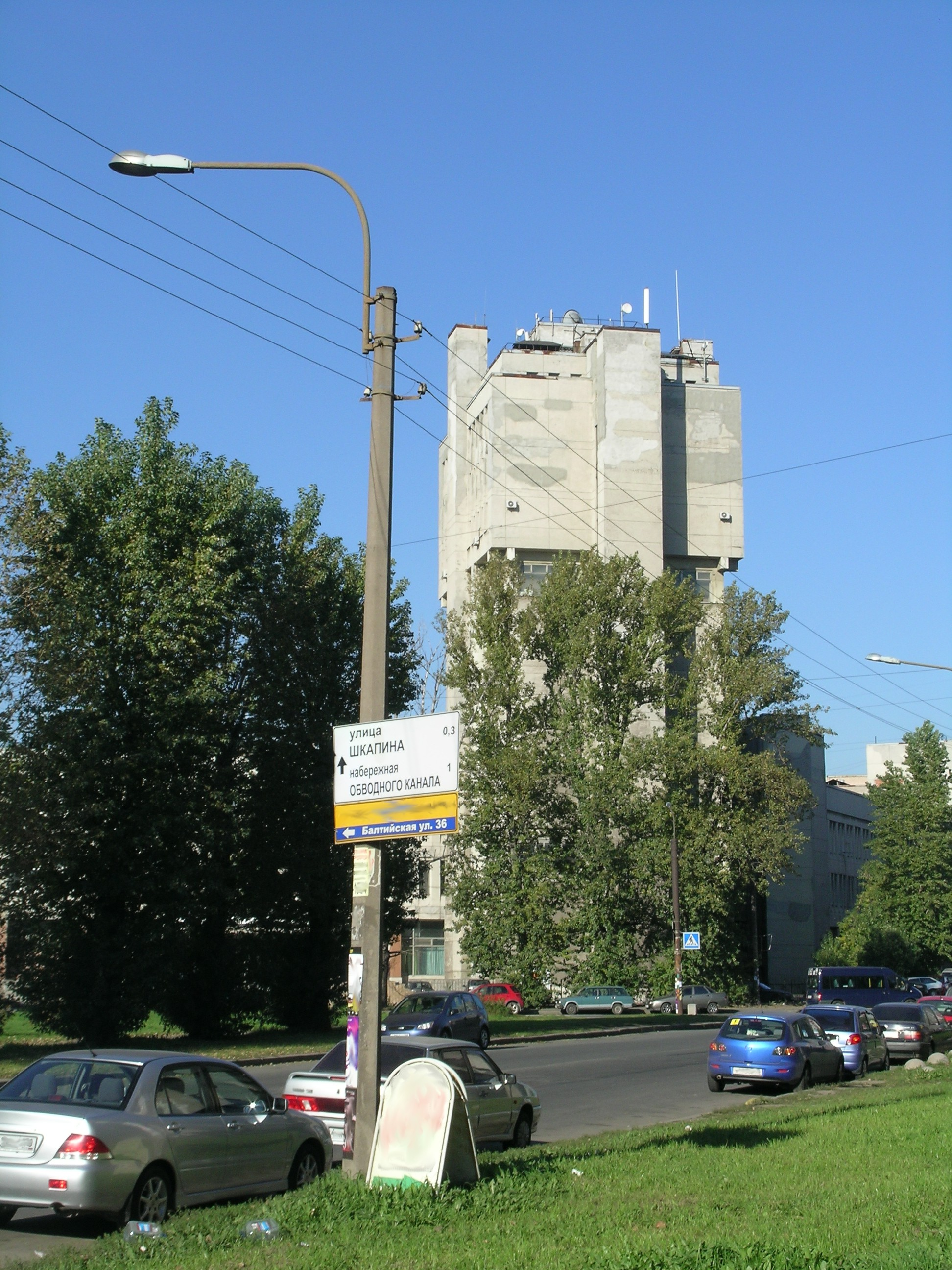

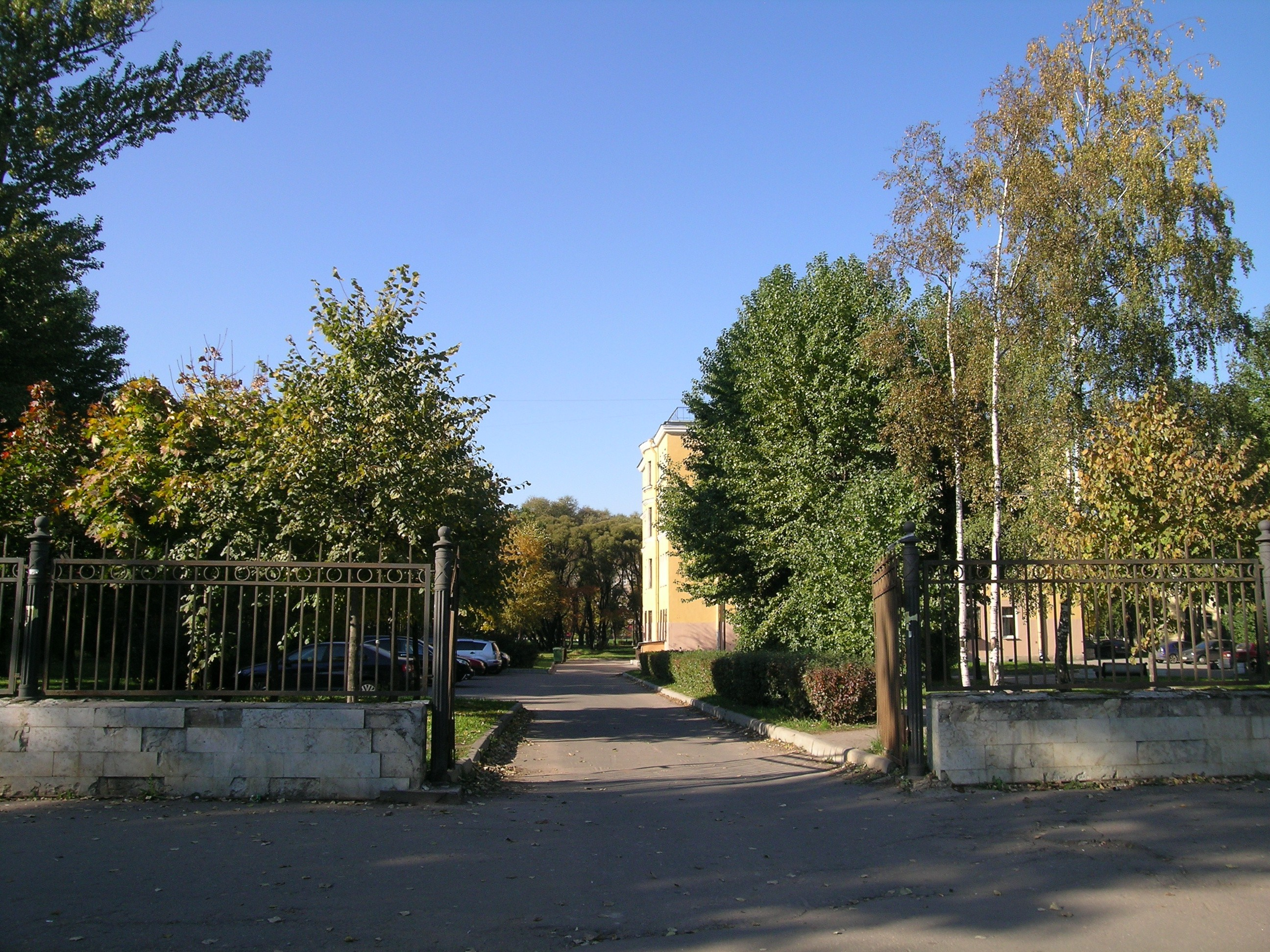
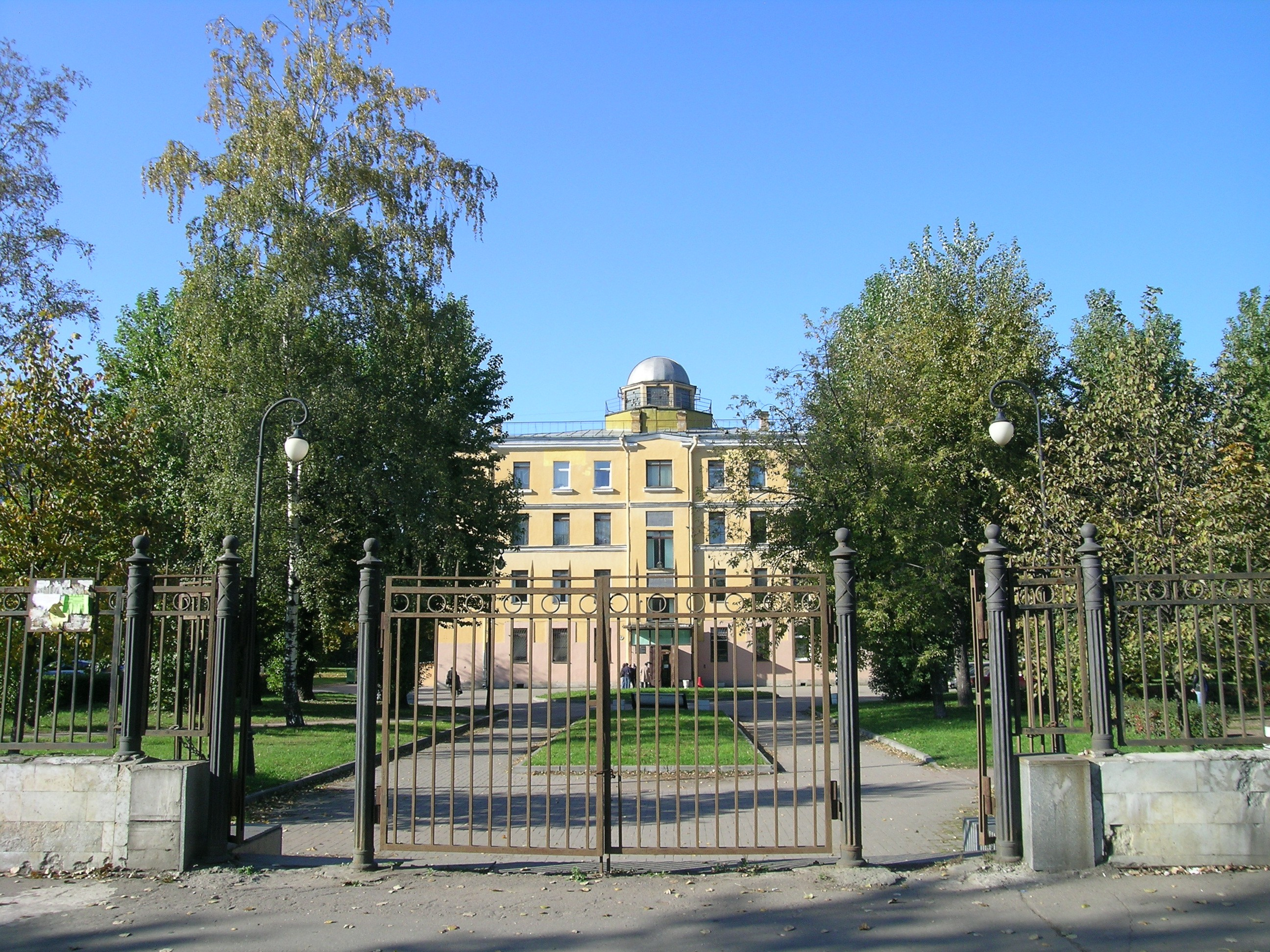

- Мемориальные доски

- Таблички

- Флагодержатели

- А также

- Сад 9-го января

## Пересечения
- Краснопутиловская улица
- улица Новостроек
- улица Васи Алексеева
- улица Возрождения
- улица Корнеева
- Огородный переулок
- улица Трефолева
- Тихомировская улица
- Урхов переулок
- улица Швецова
- Балтийская улица
- улица Метростроевцев